# Korunovační kříž

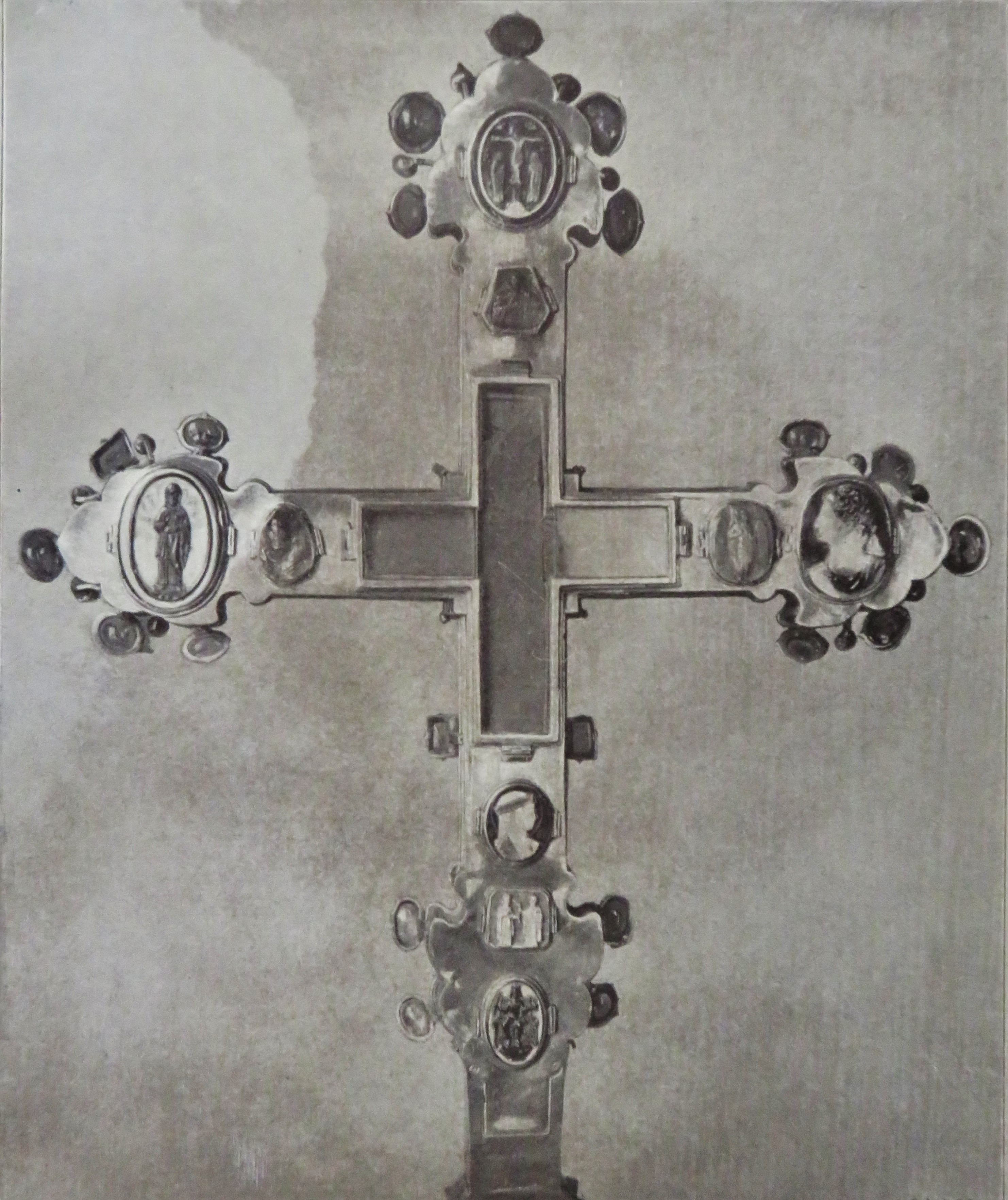
Zadní strana korunovačního kříže (fotografie z roku 1903)

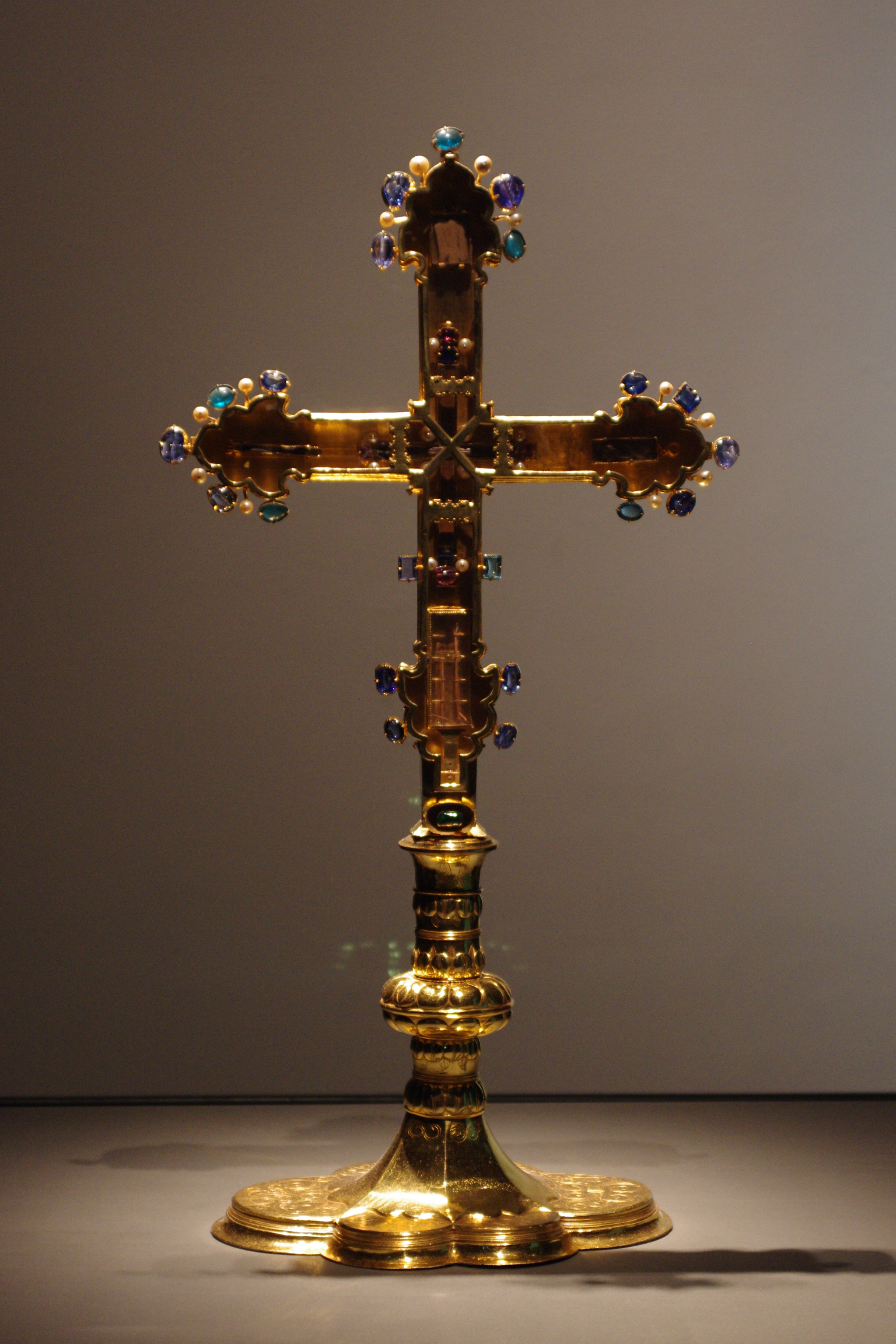
Korunovační kříž. (přední strana)

Korunovační kříž, označovaný též Zlatý ostatkový kříž, dříve také jako Zemský kříž Českého království, je součástí korunovačních klenotů Království českého a patří mezi nejcennější předměty Svatovítského pokladu. Bývá vystavován společně s českými korunovačními klenoty, protože byl od svého vzniku na Karlštejně jejich nedílnou součástí a opět k nim byl při korunovačních mších přidružen.

## Popis
Jde o relikviář ve tvaru latinského kříže ze dřeva pobitého zlatým plechem, o výšce 62,5 centimetrů, šířce 41,5 centimetrů a tloušťce 5 centimetrů. Je posázený drahokamy (safíry, akvamaríny, rubíny), římskými a byzantskými gemami a perlami. Jeho objednavatel, císař Karel IV. jej koncipoval jako schránku na nejvzácnější relikvie českého království, především spojené se životem a utrpením Ježíše Krista, tzv. Arma Christi. Ústřední relikvií jsou dvě třísky ze Dřeva sv. Kříže (identifikované Antonínem Podlahou jako libanonský cedr), vložené pod křišťálové destičky v křížení, které z něj činí staurotéku. V dalších přihrádkách, krytých miniaturními dvířky s gemami, byly uloženy částečky z čtyřhranného hřebu Kristova kříže, z houby, jíž byl Kristus napájen, z trnové koruny Páně, z provazu užitého při Kristově bičování, z umyvadla, ve kterém Kristus myl nohy apoštolům, a další. Obsahuje také ostatky světců, a to částečku z prstu sv. Jana Křtitele, sv. Pankráce a sv. Anny. Kříž objednal český král a římský císař Karel IV. Za husitských válek byla z kříže uloupena původní zlatá noha s patkou. Nová noha byla doplněna roku 1523 v raně renesančním stylu.

## Historie
Kříž nebyl zhotoven ke Karlově české královské korunovaci, neboť vznikl později. Podle Josefa Cibulky to bylo kolem roku 1354., podle Karla Otavského až v 60.-70. letech 14. století, protože není vyobrazen v karlštejnských ostatkových scénách. Kříž nebyl původně součástí svatovítského pokladu – jako svatováclavský meč, ale patřil do Karlštejnského pokladu, v němž byly chovány také české korunovační klenoty, protože hrad Karlštejn byl pro ně zbudován. Do roku 1620 tam byl v kapli sv. Kříže tento kříž uložen společně se všemi klenoty, pod dozorem dvou karlštejnských purkrabí. V roce 1645 byl převezen z Karlštejna do Prahy a byl přivtělen ke Svatovítskému pokladu, jehož je dodnes součástí. Takzvaný Korunovační kříž (podle svatovítských inventářů Kříž zlatý větší nebo Kříž Karla IV. s relikvií sv. Kříže  tedy nebyl vlastním korunovačním klenotem, ale byl s korunovačními klenoty společně uchováván v pokladu karlštejnském a později svatovítském a byl při korunovacích užíván ke korunovační liturgii, ačkoli pro ni nebyl přímo určen. Naposledy byl kříž užit při velkopátečním obřadu roku 2020 v katedrále sv. Víta, kde sloužil kardinál Dominik Duka. Stalo se tak z důvodu koronavirové krize – věřící měl na Velký pátek za úkol povzbudit. Do té doby byl užit pouze při korunovační mši rakouského císaře Ferdinanda I. Habsburského českým králem v roce 1836.

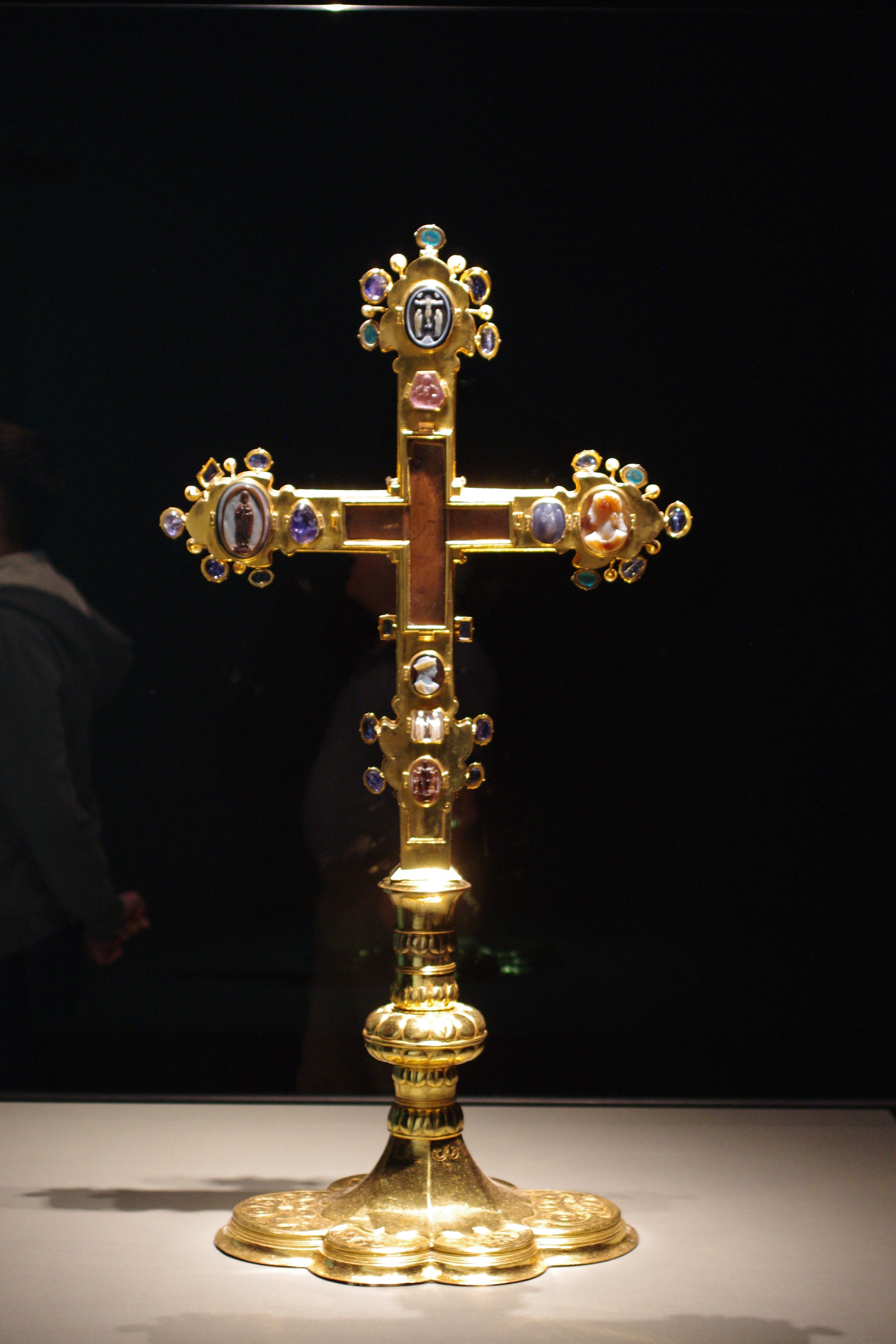
Zadní strana kříže.